# Joe Albi
Joe Albi (Spokane, 1892. október 5. – Spokane, 1962. május 8.) amerikai olasz ügyvéd. Garibaldi Albi és Louise Ottoboni olasz bevándorlók gyermeke. Ma az ő nevét viseli szülővárosában a Joe Albi Stadium, mivel életében nagy sportbarát volt.